# Cvartetul pentru Dialog Național
Cvartetul pentru Dialog Național este un grup de patru organizații care au jucat un rol central în încercarea de a construi o democrație pluralistă în Tunisia în urma Revoluției Iasomiei din 2011.
Cvartetul pentru Dialog Național este laureat al Premiului Nobel pentru Pace în anul 2015.